# Bitva u Montgisardu
Bitva u Montgisardu se odehrála 25. listopadu 1177 mezi armádami Ajjúbovců a království Jeruzalémského. Saladin v čele velkého vojska nečekaně vytáhl z Egypta a vyhnul se u Gazy templářům, kteří se ho tam pokoušeli zastavit, načež pokračoval dál na Askalon. Mladý šestnáctiletý král Balduin IV. stihl jen s pár sty rytíři svého dvora dorazit do Askalonu k jeho obraně, těsně před tím, než bylo město obklíčeno.
Saladin, ponechal část své obrovské armády na blokádu Askalonu a táhl na Jeruzalém s 26 000 muži. Cestu na Svaté město měl nyní zcela volnou. Odříznutý Balduin se však projevil jako nápaditý velitel. Nejdříve se mu podařilo tajně dopravit posla k templářům s příkazem, aby zaútočili na zadní řady muslimského vojska, které ho blokovalo. Jakmile to templáři provedli, okamžitě provedl výpad z Askalonu i Balduin a společnými silami muslimy rozprášili.
Následně se královské vojsko a rytířské řády pustily do úporného stíhání Saladinovy hlavní armády, která stále postupovala ve směru na Jeruzalém. Samotný Saladin pochyboval o tom, že by král Balduin IV. pokračoval v pronásledování se svou hrstkou vojáků. Myslel si, že mu nehrozí žádné nebezpečí a jeho značně roztažené vojsko pokračovalo ke svému cíli.
Ovšem 25. listopadu 1177 byla Saladinova armáda přepadena 500 královskými rytíři a templáři u Montgisard Ramla. Útok křesťanů byl nečekaný a zdrcující, když jejich těžká jízda rozrazila saracénský zadní voj, který postupoval příkrým úvalem. Pak se do boje zapojily další oddíly, které přispěchaly Balduinovi na pomoc a začala nelítostná řež až do západu slunce. V Saladinově armádě zavládl zmatek. Ze Saladinovy armády zůstala zhruba desetina. Saladinova osobní garda mamlúckých bojovníků byla celá pobita, když bránila svého velitele. Saladin nasedl na závodního velblouda a prchal zpět do Egypta. Balduin IV. jej pronásledoval až na Sinajský poloostrov, ale nepodařilo se mu ho dostihnout. Scénář bitvy u Montgisardu naplánoval velmi zkušený Renaud de Chattilon. Spíše než koordinací jeho maličkosti ale šťastnými okolnostmi, zaútočila bitevní formace templářů z jiného směru a o chvíli později, než hlavní útok jim řízený. Avšak tahle kombinace přispěla k ještě většímu chaosu v řadách zmatených muslimů. Bitva u Montgisardu se stala legendou, která ukončila slavnou éru Balduina IV. snad nejstatečnějšího hrdiny, jaký kdy nosil korunu Jeruzalémskou.[zdroj?]